# Ilves FS Tampere
FS Ilves Tampere – fiński klub futsalowy z siedzibą w Tampere, obecnie występuje w Futsal-Liiga (najwyższa klasa rozgrywkowa w Finlandii).

## Sukcesy
- Mistrzostwo Finlandii (8): 2004, 2005, 2007, 2010, 2011, 2012, 2013, 2014
- Puchar Finlandii (3): 2006, 2010, 2011
- Superpuchar Finlandii (5): 2006, 2010, 2011